# 諾曼·湯瑪斯
諾曼·馬頓·湯瑪斯（英語：Norman Mattoon Thomas；1884年11月20日—1968年12月19日）是美国長老宗教職者，以社会主义、和平主義者的身分聞名，6度成為美國社會黨籍總統候選人，但均落选，是为常年候选人。

## 死去
托馬斯於1968年12月19日在紐約州亨廷頓死去，享年84歲。其遺體遺願火化，骨灰撒在長島。